# Hazembourg
Hazembourg – miejscowość i gmina we Francji, w regionie Grand Est, w departamencie Mozela.
Według danych na rok 1990 gminę zamieszkiwało 113 osób, a gęstość zaludnienia wynosiła 66 osób/km² (wśród 2335 gmin Lotaryngii Hazembourg plasuje się na 932. miejscu pod względem liczby ludności, natomiast pod względem powierzchni na miejscu 1237.).